# Saint-Étienne-de-Gourgas
Saint-Étienne-de-Gourgas település Franciaországban, Hérault megyében. Lakosainak száma 520 fő (2022. január 1.). Saint-Étienne-de-Gourgas Fozières, Pégairolles-de-l’Escalette, Saint-Michel, Saint-Pierre-de-la-Fage, Saint-Privat és Soubès községekkel határos.

## Népesség
A település népessége az elmúlt években az alábbi módon változott:
| Lakosok száma | 233  | 254  | 253  | 418  | 456  | 450  | 494  | 519  | 523  | 520  |
|               | 1968 | 1982 | 1990 | 2006 | 2013 | 2015 | 2017 | 2019 | 2020 | 2022 |